# اندیس داسیت مزرعه چاه ترش
داسیت مزرعه چاه ترش یک اندیس مصالح ساختمانی است که در استان یزد  قرار دارد و مادهٔ معدنی موجود در آن، داسیت است.  